# Marcel Valière
Pour les articles homonymes, voir Valière (homonymie).
 (avril 2008).
Marcel Valière (né le 28 mars 1905 à Sète et mort à Montpellier le 29 août 1973) est un instituteur et syndicaliste français, dirigeant historique de l'École émancipée.

## Biographie
Né d'un père ouvrier dans une usine et d'une mère couturière, Marcel Valière est admis à l'École normale de Montpellier en 1921 et devient instituteur à l'issue du service militaire durant lequel il refuse la préparation des EOR (Élèves officiers de réserve).
Secrétaire général de la Fédération unitaire de l'enseignement en 1935, il négocie la réunification des fédérations enseignantes CGT et CGTU. Soldat en 1940, il s'évade avant d'être transféré en Allemagne. Il retrouve son poste de directeur d'école à Roujan, puis est muté d'office sous Vichy pour avoir participé à la grève générale du 30 novembre 1938 et avoir reconstitué l'amicale laïque du village. À partir de 1941, il est membre du mouvement de résistance L'Insurgé. Il s'engage dans la clandestinité en août 1943 à la suite de l'arrestation par la Gestapo de trois de ses camarades ; il assume la propagande et la diffusion d'un journal clandestin jusque dans le bassin minier, et participe à la reconstruction du Syndicat national des instituteurs (SNI) dont il est membre du Bureau national.
Après la fin de la guerre, Valière incarne la tendance syndicaliste révolutionnaire du SNI et se trouve en opposition à la ligne du « produire d'abord, revendiquer ensuite ». En 1948, après la scission de la CGT, Marcel Valière — alors membre du Bureau national du Syndicat national des instituteurs au titre de l'École émancipée est un des principaux artisans de la décision prise par le Syndicat national des instituteurs et la Fédération de l'Éducation nationale (FEN) de préserver leur unité en passant « provisoirement » à l'autonomie pour ne pas subir l'éclatement entre CGT et Force ouvrière. Son nom reste attaché à la célèbre motion Bonissel-Valière (du nom de ses deux rédacteurs, René Bonissel étant l'un des principaux responsables du courant de pensée qu'on allait appeler « majorité autonome »),.